# مات دويل
مات دويل (بالإنجليزية: Matt Doyle)‏ هو مغني ومغن ومؤلف وممثل أمريكي، ولد في 13 مايو 1987 في الولايات المتحدة.

## وصلات خارجية
- مات دويل على موقع IMDb (الإنجليزية)
- مات دويل على موقع ميوزك برينز (الإنجليزية)
- مات دويل على موقع قاعدة بيانات برودواي على الإنترنت (الإنجليزية)
- مات دويل على موقع قاعدة بيانات الفيلم (الإنجليزية)